# Chlerogelloides simplex
Chlerogelloides simplex är en biart som beskrevs av Engel och Brooks 2000. Chlerogelloides simplex ingår i släktet Chlerogelloides och familjen vägbin. Inga underarter finns listade i Catalogue of Life.